# Amas de l'Hydre
Ne doit pas être confondu avec Superamas de l'Hydre-Centaure.
L'amas de l'Hydre (Abell 1060) est un amas de galaxies dans la constellation de l'Hydre avec 157 galaxies brillantes.

## Description
L'amas de l'Hydre s'étend sur une largeur de 10 millions d'années-lumière et contient une grande partie de matière noire.
NGC 3311 est le membre le plus brillant de l'amas, avec une magnitude voisine de 12.
NGC 3309 et NGC 3311 sont des galaxies elliptiques.
NGC 3312 est une galaxie spirale avec un diamètre de 150000 al.

## Record
L'amas de l'Hydre fut, à une époque, l'objet le plus lointain observé depuis notre galaxie, la Voie lactée.
Dans un article de la Royal Astronomical Society de 1953,, on détaille les progrès réalisés sur le décalage vers le rouge, ou redshift grâce au nouveau télescope de 200 pouces. On y cite les travaux de Humason qui a obtenu des spectres dans trois amas au-delà de la limite atteinte avec le télescope de 100 pouces. Ils ont donné des vitesses de l'ordre de 50 000, 54 000 et 61 000 km/s respectivement, le dernier étant l'amas de l'Hydre que l'on avait tenté d'observer sans succès avec le télescope de 100 pouces.
C'est également le dernier objet le plus lointain pour lequel une vitesse par rapport à notre galaxie a été donnée, probablement en raison du fait que la vitesse relative était encore suffisamment faible pour que les effets de la relativité restreinte n'aient pas besoin d'être pris en compte.

Les records suivant seront uniquement notés par leur redshift comme 3C 295 avec un redshift de 0.4614 ou comme 3C 147 avec un redshift de 0.545

## Membres
| nom      | Ascension droite | Déclinaison   |
| -------- | ---------------- | ------------- |
| NGC 3309 | 10 36 35.722     | -27° 31 03.16 |
| NGC 3311 | 10 36 42.821     | -27° 31 42.02 |
| NGC 3312 | 10 37 02.549     | -27° 33 54.17 |

## Note & source
1. ↑  (en) Elizabeth M. H. Wehner, William E. Harris, Bradley C. Whitmore et Barry Rothberg, « The Globular Cluster Systems around NGC 3311 and NGC 3309 », The Astrophysical Journal, vol. 681,‎ 1er janvier 2008, p. 1233 (ISSN 0004-637X, DOI 10.1086/587433, lire en ligne, consulté le 21 mai 2016)
2. ↑  « Astronomical | Gemini Image Gallery », sur www.gemini.edu (consulté le 21 mai 2016)
3. 1 2   [vidéo] « Every "most distant galaxy known" from 1925-2024 | RECORD BREAKERS »Dr. Becky, 18 juillet 2024, 25:59 min (consulté le 17 août 2024)
4. ↑  (en) « THE LAW OF RED-SHIFTS », Royal Astronomical Society • Provided by the NASA Astrophysics Data System,‎ 1953, p. 4 (lire en ligne)
5. ↑  (en) « THE LAW OF RED-SHIFTS », Royal Astronomical Society • Provided by the NASA Astrophysics Data System,‎ 1953, p. 5 (lire en ligne)
6. ↑  (en) « REDSHIFTS AND MAGNITUDES OF EXTRAGALACTIC NEBULAE * », THE ASTRONOMICAL JOURNAL,‎ 1956 (lire en ligne)
7. ↑  (en) « A NEW DISTANT CLUSTER OF GALAXIES », American Astronomical Society • Provided by the NASA Astrophysics Data System,‎ 1960, p. 4 (lire en ligne)
8. ↑  « REDSHIFTS OF THE QUASI-STELLAR RADIO
SOURCES 3C 47 AND 3C 147 », American Astronomical Society • Provided by the NASA Astrophysics Data System,‎ 1964, p. 4 (lire en ligne)